# سوزو تاکایاما
سوزو تاکایاما (انگلیسی: Suzue Takayama؛ زادهٔ ۱۲ دسامبر ۱۹۴۶) بازیکن والیبال اهل ژاپن است.